# Glumčevo Brdo

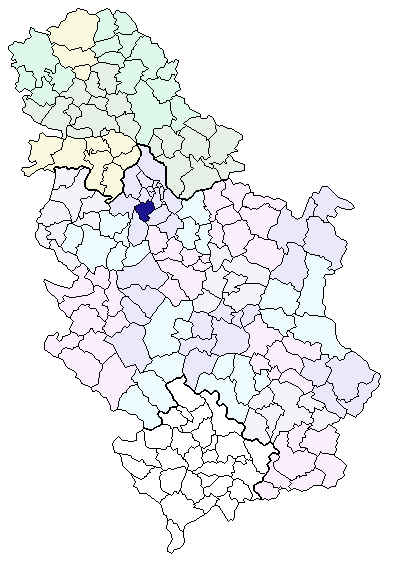
Situation de la municipalité de Barajevo en Serbie

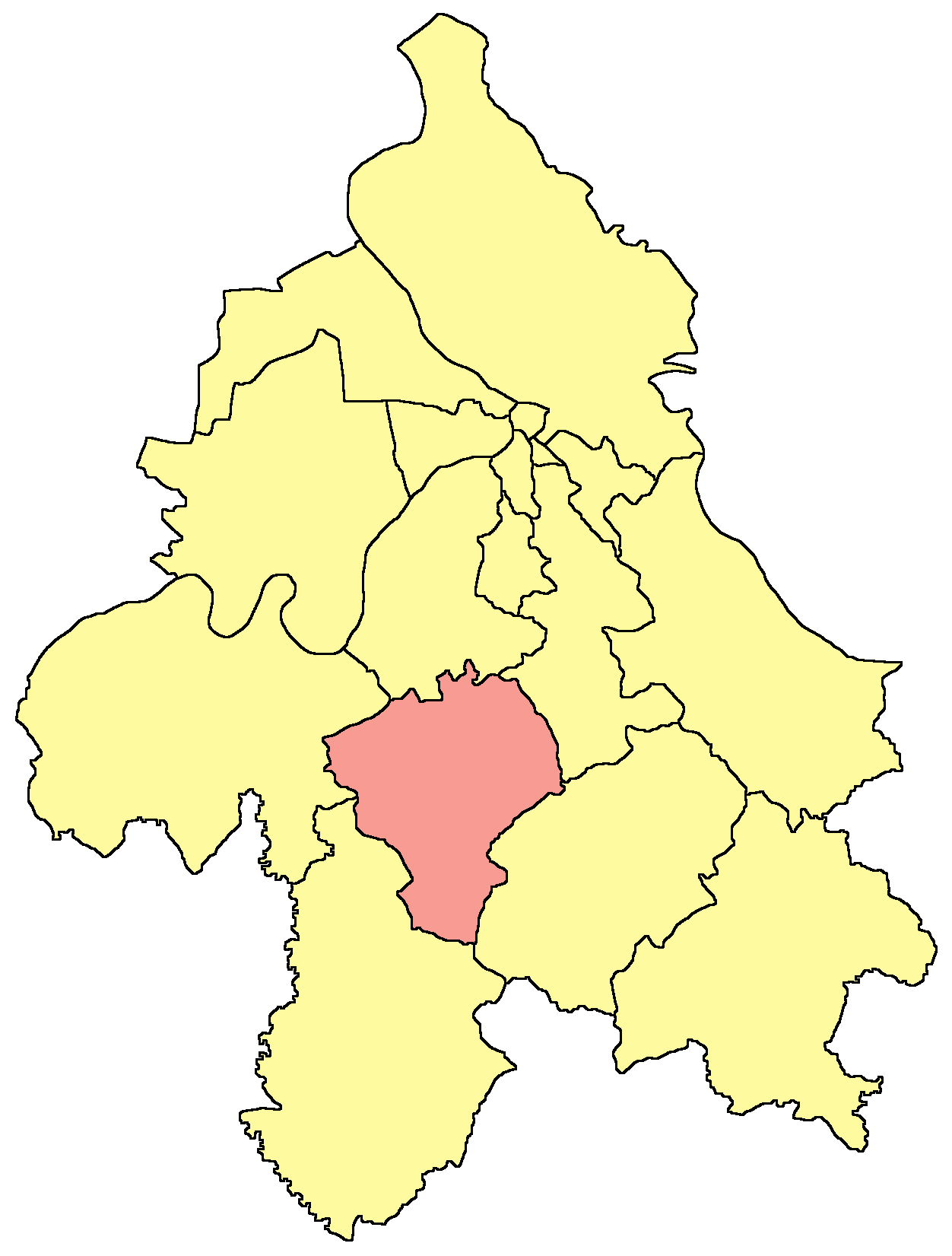
Situation de la municipalité de Barajevo dans le district de Belgrade

Glumčevo Brdo, en serbe cyrillique Глумчево Брдо, est un village de Serbie situé dans la municipalité de Barajevo, district de Belgrade.

Glumčevo Brdo est situé dans les faubourgs de Belgrade.